# Palazzo dei Domenicani
Il palazzo dei Domenicani, già convento di Santa Caterina, è un edificio d'origine settecentesca ubicato nel quartiere Venezia Nuova, a Livorno.

## Storia
Sul finire del XVII secolo i frati domenicani aprirono a Livorno una prima struttura religiosa nei pressi dell'attuale piazza Guerrazzi; pochi anni dopo si trasferirono nella cappella posta all'interno della Fortezza Nuova e all'inizio del Settecento realizzarono una piccola chiesa vicino al cimitero della Venezia Nuova (dove in seguito sorse il palazzo del Refugio).
Infine, a partire dal 1720, fu innalzata la maestosa chiesa di Santa Caterina, che ancor oggi, con la sua cupola, che raggiunge quasi 50 metri di altezza, caratterizza fortemente il panorama del quartiere Venezia Nuova.
Sul retro della chiesa i Domenicani costruirono anche un vasto edificio adibito a convento (l'odierno palazzo dei Domenicani) che, completato prima del 1716, fu ingrandito già nel 1762; tuttavia, a seguito della soppressione dell'ordine religioso voluta da Napoleone Bonaparte, all'inizio del XIX secolo parte della struttura conventuale fu destinata a carcere.
Le carceri furono ampliate nel 1871 e mantennero questa funzione fino agli anni ottanta del Novecento, quando furono definitivamente chiuse e trasferite alla periferia della città, ai margini del quartiere Salviano.
Dopo decenni di abbandono, il complesso è andato incontro a un intervento di recupero; il 27 settembre 2021 presso l'ex convento sono stati inaugurati i locali della nuova sede sussidiaria dell’Archivio di Stato di Livorno, la cui sede centrale si trova presso il palazzo del Governo.

## Descrizione

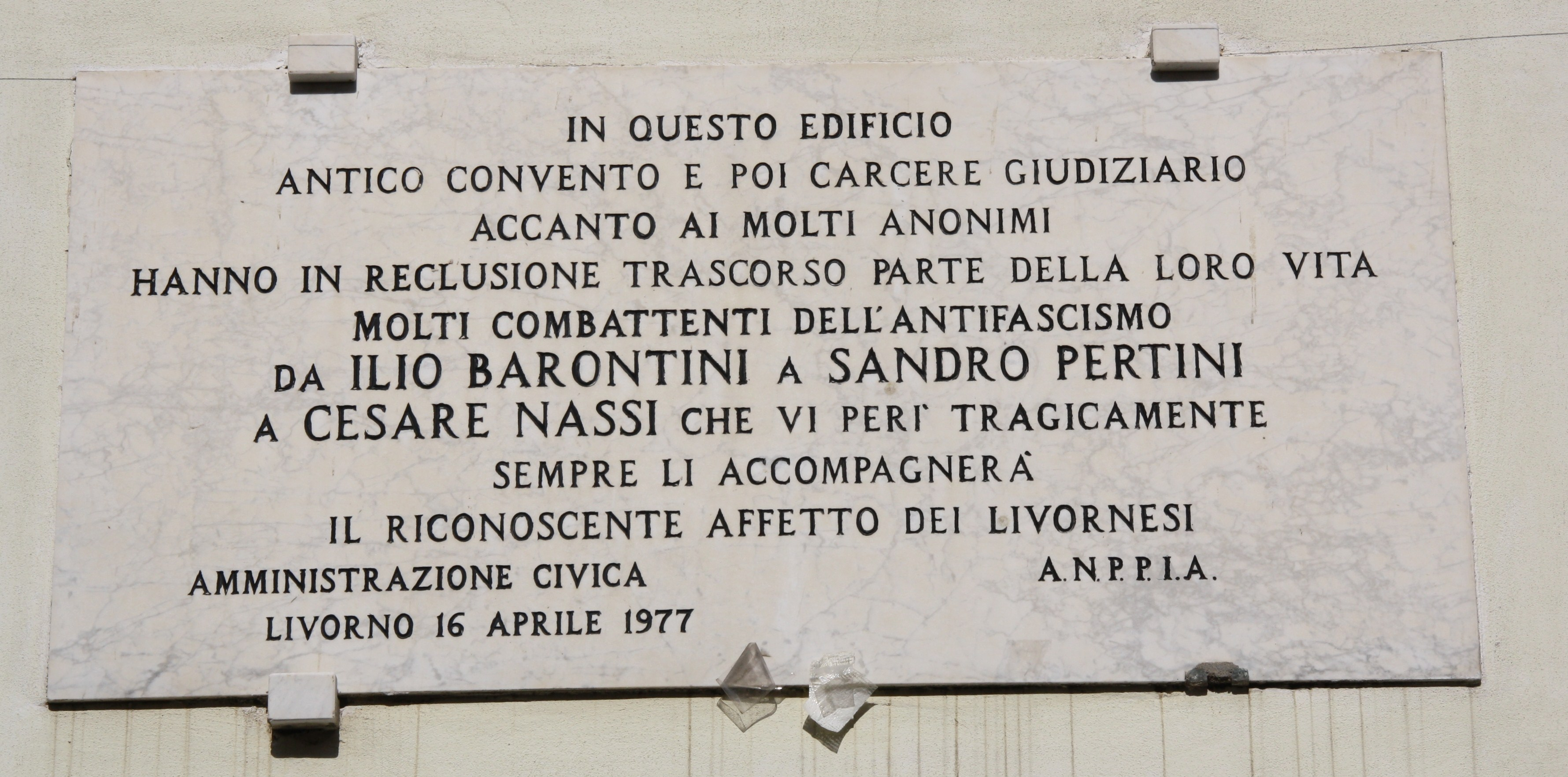
Epigrafe commemorativa

Il palazzo dei Domenicani sorge lungo l'antico fossato che nel XVII secolo delimitava l'area della Fortezza Nuova e che, successivamente alla riduzione di quest'ultima, ha assunto una vocazione più commerciale, con l'apertura di alcuni magazzini (le cosiddette cantine) al di sotto del piano stradale.
Sul retro del palazzo si snodano i resti dei muraglioni che collegavano il forte San Pietro alla suddetta fortezza e dove era posta la prima Porta San Marco.
Esternamente l'ex convento presenta una mole severa e compatta, caratterizzata solo da alcune finestre semicircolari che risalgono a successive modifiche del palazzo; anche l'ultimo piano è frutto di una sopraelevazione attuata nel XIX secolo.
Lungo il prospetto principale, una lapide commemorativa ricorda che nel carcere furono reclusi molti combattenti antifascisti, come Sandro Pertini, Ilio Barontini e Cesare Nassi, che vi perì tragicamente.
L'interno si estende su circa 3.800 metri quadrati, compresi i sotterranei voltati; la trasformazione in carcere portò ad ampi rimaneggiamenti della struttura originaria, con, ad esempio, lo sventramento di corridoi e l'apertura di nuovi varchi.
Gli ultimi piani dell'edificio ospitavano la sezione femminile della prigione, istituita solo alla metà del Novecento.